# Colma (California)
Colma è una città (town) degli Stati Uniti d'America, situata nella contea di San Mateo dello Stato della California.
La città fu fondata come necropoli nel 1924. La maggior parte del territorio cittadino è dedicato ai cimiteri e il numero dei morti sepolti supera in numero quella dei vivi con un rapporto di oltre 1000 a 1.

## Storia
La comunità di Colma si formò nel XIX secolo come un agglomerato di case e piccole imprese lungo El Camino Real e la ferrovia adiacente.
Molte chiese furono fondate nei primi anni.

### Trasferimento dei cimiteri di San Francisco
Colma è diventato il sito per numerosi cimiteri dopo che la città di San Francisco, nel 1900, ha messo fuori legge nuove sepolture entro limiti della città e poi nel 1912 ha deciso di trasferire fuori città tutti i cimiteri esistenti (anche se il processo effettivo di rimozione è stato ritardato fino alla seconda guerra mondiale)
Originariamente, i residenti di Colma erano principalmente impiegati in occupazioni legate ai numerosi cimiteri della città. Dagli anni Ottanta, tuttavia, Colma è diventata più diversificata e varie di attività commerciali e concessionarie automobilistiche hanno portato nuove entrate fiscali al governo cittadino.

### Il Cimitero degli Italiani
Colma ospita, tra i suoi molti cimiteri, il Cimitero degli Italiani.
Fondato nel 1879 dalla Società Italiana di Mutua Beneficenza, ospita le tombe dei molti italiani emigrati in California in cerca di fortuna e di italoamericani, come il celebre giocatore di baseball Joe DiMaggio.